# HMS Ark Royal (91)
HMS «Арк Роял» (91) (англ. HMS Ark Royal (91) — військовий корабель, авіаносець Королівського військово-морського флоту Великої Британії за часів Другої світової війни.
HMS «Арк Роял» був перший великим авіаносцем, цілеспрямовано розробленим та введеним у дію як носій палубної авіації для Королівського флоту. Корабель був побудований компанією Cammell Laird and Company, Ltd. в Беркенгед, Англія в грудні 1938 року. Дизайн HMS «Арк Роял» кардинально відрізнявся від попередніх авіаносців. Він був перший кораблем, на якому ангари для літаків і злітна палуба стали невід'ємною частиною корпусу, а не доповненням або надбудовою на основному корпусі. Розроблений, щоб нести велику кількість палубних літаків, авіаносець мав два рівні ангарів. Він почав службу в період, коли вперше розпочалося широке застосування морських військово-повітряних сил.
Авіаносець розпочав свою службу в лавах Хоум Фліт в Південній Атлантиці в 1939 році і в складі Середземноморського флоту в 1940 році. Згодом входив до складу З'єднання H у 1941 році, що діяло на Середземному морі. HMS «Арк Роял» брав найактивнішу участь в авіаційному забезпеченні дій надводного флоту та боротьбі з U-Boot Крігсмаріне. Воював біля узбережжя Норвегії, інтенсивно шукав німецький лінкор «Бісмарк» і супроводжував мальтійські конвої. Авіаносець пережив кілька промахів і здобув репутацію «щасливого корабля». Німці неодноразово неправильно повідомляли про потоплення HMS «Арк Роял».
13 листопада 1941 авіаносець був торпедований німецьким підводним човном U-81 і затонув наступного дня. Точне місце загибелі авіаносця було виявлено командою BBC в грудні 2002 року; приблизно на відстані 30 морських миль (56 км) від Гібралтару.

## Відео
- 1940 HMS Ark Royal [Архівовано 7 листопада 2010 у Wayback Machine.]